# Kšice
Kšice település Csehországban, Tachovi járásban. Kšice Křelovice, Cebiv, Stříbro, Trpísty, Erpužice, Záchlumí és Únehle településekkel határos. Lakosainak száma 238 fő (2024. január 1.).

## Népesség
A település lakosságának változását az alábbi diagram mutatja:
| Lakosok száma | 568  | 635  | 629  | 338  | 215  | 184  | 202  | 224  | 226  | 238  |
|               | 1869 | 1890 | 1921 | 1950 | 1980 | 2001 | 2017 | 2019 | 2022 | 2024 |